# Verwaltungsgemeinschaft Theilheim
Die Verwaltungsgemeinschaft Theilheim im unterfränkischen Landkreis Schweinfurt wurde im Zuge der Gemeindegebietsreform am 1. Mai 1978 gegründet und zum 1. Januar 1980 bereits wieder aufgelöst. Sitz der Verwaltung war in Theilheim, einem Ortsteil von Waigolshausen.
Der Verwaltungsgemeinschaft hatten die Gemeinden Schwanfeld, Waigolshausen und Wipfeld angehört. Während Waigolshausen zur Einheitsgemeinde mit eigener Verwaltung wurde, werden Schwanfeld und Wipfeld seit 1. Januar 1980 von der neu gebildeten Verwaltungsgemeinschaft Schwanfeld verwaltet.